# Liste des baillis d'Amont
La liste des baillis d'Amont répertorie par ordre de mandat les baillis du bailliage d'Amont, ancienne circonscription territoriale française.

## Liste des baillis d'Amont
| Date du mandat | Nom                            | Fonction | Remarques |
| -------------- | ------------------------------ | --- | --- |
| 1329-1332      | Hugues de Malsaucy             | Seigneur de Malpateys                                                                                                 | |
| 1332-1336      | Hugues d'Arc                   | Chevalier | |
| 1337-1342      | Guy de Vyt                     | Chevalier et châtelain de Vesoul                                                                                      | |
| 1343-1349      | Jean de Montaigu               | Chevalier, seigneur d'Amange et d'Ougney                                                                              | |
| 1349-1353      | Hugues de Vercel               | Chevalier | Jean de Bonnay était son lieutenant en 1349 et 1350. |
| 1353-1357      | Guillaume d'Antulley           | Chevalier | |
| 1357-1363      | Jean de Cusance                | Chevalier | |
| 1364           | Jean de Montmartin             | Chevalier | |
| 1365-1367      | Jean de Cusance                | Chevalier | |
| 1365-1367      | Huart de Raincheval            | chevalier | |
| 1369-1371      | Guillaume de Mont-Saint-Legier | Écuyer | |
| 1371-1378      | Guillaume bâtard de Poitier    | Chevalier | |
| 1378-1382      | Guillaume de Belmont           | Chevalier | |
| 1385-1392      | Jean de Ville-sur-Arce         | Seigneur de Thoires, chevalier, chambellan                                                                            | |
| 1393-1416      | Erard (ou Girard) Dufour       | Sieur d'Aisonville et de Colombier-la-Fosse, chevalier, conseiller, chambellan                                        | Jean Thomassin de Besançon était son lieutenant-général en 1393, puis Étienne de Wivriat lieutenant en 1402 et 1403 et enfin Jean Proudhon lieutenant de 1419 à 1420                                               |
| 1420-1427      | Guy                            | Sire d'Amanche, chevalier, conseiller, chambellan                                                                     | Étienne Gauthiot lieutenant-général en 1421 puis Jean Six-Sols lieutenant-général en 1425. |
| 1429           | Philibert de Vaudrey           | Seigneur de Mont, conseiller et chambellan                                                                            | Jean de Salives conseiller et lieutenant-général en 1439 et 1440 puis Jean Gallardet lieutenant-général en 1449.                                                                                                   |
| 1453-1467      | Jean                           | Sire de Rupt | |
| 1468-1470      | Antoine                        | Seigneur de Ray et de Courcelles                                                                                      | |
| 1474-1477      | Olivier de La Marche           | Maître d'hôtel du duc                                                                                                 | |
| 1481           | Artus de Vaudrey               | | |
| 1483-1486      | Jean d'Andelot                 | Conseiller et maître d'hôtel du roi de France                                                                         | |
| 1494-1510      | Claude Carondelet              | Chevalier, seigneur de Solre-sur-Sambre, conseiller et chambellan                                                     | Antoine Perreauld maître des requêtes et lieutenant-générale en 1494 et 1495, Hugues Marmier sieur de Gastel lieutenant de 1508 à 1511 puis Jacques Barresols sieur de Genevreuilles et Molans lieutenant en 1527. |
| 1518-1541      | Claude de la Baume             | Sieur de Mont-Saint-Sorlin                                                                                            | |
| 1544-1565      | François de la Baume           | Comte de Mont-Revel, capitaine de Besançon                                                                            | |
| 1568-1579      | Ferdinand de Lannoy            | Duc de Bojano, comte de la Roche, capitaine et gouverneur de Gray                                                     | |
| 1584           | François d'Achey               | Sieur de Thoraise, gouverneur de Dole                                                                                 | |
| 1585-1614      | Heyrosme d'Achey               | Sieur de Thoraise, gouverneur de Gray                                                                                 | |
| 1616-1625      | Charles-Emmanuel de Gorrevod   | Prince d'empire, duc de Pont-de-Vaux, marquis de Marnay, gouverneur du duché de Limbourg, chevalier de la toison d'or | |
| 1641-1660      | Claude de Bauffremont          | Gouverneur de Franche-Comté, baron de Scey-sur-Saône et de Clervaux, marquis de Meximieux, vicomte de Marigny         | Egalement Bailli d'Aval. Délègue son pouvoir à Jean Girardot de Nozeroy de 1641 à 1643. |
| 1661-1674      | Jean-Charles de Watteville     | Marquis de Confians                                                                                                   | |
| 1674-1715      | François de Nyert              | Chevalier, premier valet de chambre de Louis XIV, gouverneur de Limoges                                               | |
| 1715-1743      |                                | | |
| 1743-1771      | M. de Baubertans               | | |
| 1772-1786      | Antoine d'Esternoz             | Comte, Maréchal de camp                                                                                               | |